# Honoré De Gryse
Honorius Eduardus (Honoré) De Gryse (Sint-Eloois-Winkel, 14 december 1872 - Wevelgem, 7 mei 1965) was een Belgisch bestuurder en politicus.

## Levensloop
In 1920 werd hij voorzitter van het Algemeen Belgisch Vlasverbond, waarvan hij tevens stichter was. Daarnaast werd hij in 1926 de eerste voorzitter van het Algemeen Christelijk Verbond van Werkgevers (ACVW).
Ook was hij provincieraadslid voor de provincie West-Vlaanderen.
Hij is de vader van voormalig minister en volksvertegenwoordiger Albert De Gryse.